# Breguet 521

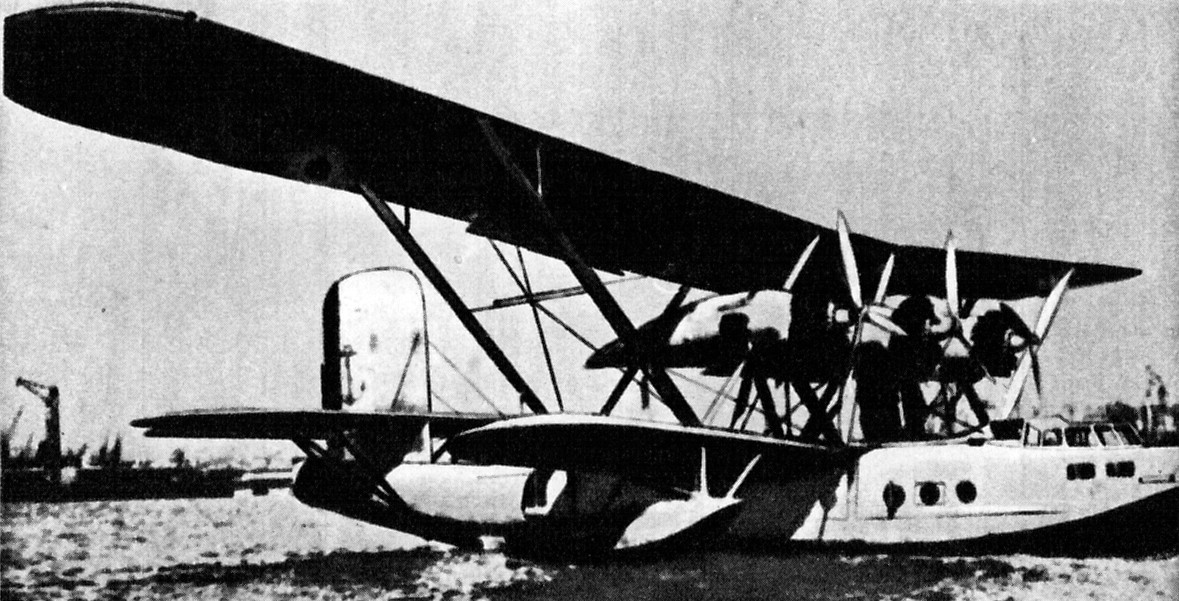
Breguet Br.521

Breguet Br.521 Bizerte là một loại tàu bay trinh sát quân sự tầm xa, do công ty hàng không Breguet chế tạo cho quân đội Pháp.

## Biến thể
Breguet 521.01
Mẫu thử.
Breguet 521 Bizerte
Tàu bay tầm xa, lắp 3 động cơ loại Gnome-Rhône 14Kirs hoặc Gnome-Rhône 14N.
Breguet 522
Phiên bản Breguet 521 lắp 3 động cơ Hispano-Suiza 14AA. 1 chiếc.
Breguet 530 Saigon
Phiên bản dân sự của Breguet 521. Lắp 3 động cơ Hispano-Suiza 12Ybr. 2 chiếc.

## Quốc gia sử dụng
Pháp
- Aviation Navale

 Germany
- Luftwaffe (tịch thu)

## Tính năng kỹ chiến thuật (Br.521)
Dữ liệu lấy từ The Encyclopedia of Military Aircraft
Đặc điểm tổng quát
- Kíp lái: 8
- Chiều dài: 20,48 m (67 ft 2 in)
- Sải cánh: 35,18 m (115 ft 4 in)
- Chiều cao: 7,50 m (24 ft 6 in)
- Diện tích cánh: 162,6 m² [3] (1.750 ft²)
- Trọng lượng rỗng: 9.470 kg (20.878 lb)
- Trọng lượng có tải: 14.669 kg (32.271 lb [3])
- Trọng lượng cất cánh tối đa: 16.600 kg (36.597 lb)
- Động cơ: 3 × Gnome-Rhone 14Kirs, 671 kW (900 hp)  mỗi chiếc

 Hiệu suất bay 
- Vận tốc cực đại: 243 km/h (131 kn, 151 mph)
- Vận tốc hành trình: 200 km/h (108 kn, 124 mph [3])
- Tầm bay: 2.100 km (1.134 nmi, 1.305 mi)
- Trần bay: 6.000 m (19.685 ft)
- Tải trên cánh: 90,2 kg/m² (18,4 lb/ft²)
- Công suất/trọng lượng: 137 W/kg (0,0837 hp/lb)
- Lên độ cao 2.000 m (6.560 ft): 8 phút 46 giây

Trang bị vũ khí

- Súng: 5 × súng máy Darne 7,5 mm (.295 in)
- Bom: 300 kg (660 lb) bom